# Książki (gromada)
Książki – dawna gromada, czyli najmniejsza jednostka podziału terytorialnego Polskiej Rzeczypospolitej Ludowej w latach 1954–1972.
Gromady, z gromadzkimi radami narodowymi (GRN) jako organami władzy najniższego stopnia na wsi, funkcjonowały od reformy reorganizującej administrację wiejską przeprowadzonej jesienią 1954 do momentu ich zniesienia z dniem 1 stycznia 1973, tym samym wypierając organizację gminną w latach 1954–1972.
Gromadę Książki z siedzibą GRN w Książkach utworzono – jako jedną z 8759 gromad na obszarze Polski – w powiecie wąbrzeskim w woj. bydgoskim, na mocy uchwały nr 24/16 WRN w Bydgoszczy z dnia 5 października 1954. W skład jednostki weszły obszary dotychczasowych gromad Brudzawki i Książki ze zniesionej gminy Książki w powiecie wąbrzeskim oraz obszar 114 ha z dotychczasowej gromady Brudzawy ze zniesionej gminy Nieżywięć w powiecie brodnickim w tymże województwie. Dla gromady ustalono 23 członków gromadzkiej rady narodowej.
31 grudnia 1959 do gromady Książki włączono obszar zniesionej gromady Łopatki w tymże powiecie.
1 stycznia 1969 do gromady Książki włączono sołectwa Blizno i Blizienko ze zniesionej gromady Rywałd w tymże powiecie.
Gromada przetrwała do końca 1972 roku, czyli do kolejnej reformy gminnej. 1 stycznia 1973 w powiecie wąbrzeskim reaktywowano gminę Książki.